# Анния Аврелия Фаустина
Анни́я Авре́лия Фаусти́на (лат. Annia Aurelia Faustina) — третья супруга римского императора Гелиогабала.
Происходила из рода Антонинов. Дочь Тиберия Клавдия Севера, консула 200 года, и Аннинии Фаустины. Была праправнучкой императора Марка Аврелия. Родилась и выросла в поместье своей матери в Писидии, Малая Азия. В 216 году Анния стала женой Помпония Басса, консула 211 года. В браке она родила двоих детей: дочь Помпонию Уммидию (219 — после 275) и сына Помпония Басса (220 — после 271), консула 259 и 271 годов. В 218 году её родители умерли, и Фаустина получила огромное наследство.
В 221 году император Гелиогабал решил сделать Фаустину своей женой. Он объявил её мужа Помпония Басса врагом императора и казнил; сенат был вынужден поддержать это решение. В этом же году Аврелия Фаустина стала женой императора. Скорее всего Гелиогабал хотел укрепить своё положение с помощью брака с представительницей династии Антонинов. Тогда же Фаустина получила титул Августы. Впрочем, вскоре Гелиогабал расстался с Фаустиной и вернулся к своей предыдущей жене Аквилии Севере. После развода Анния Фаустина вернулась в свои имения. После её смерти владения унаследовала её дочь Помпония Уммидия.